# Paul-J.-Scheuer-Preis
Der Paul-J.-Scheuer-Preis  für Marine Molekulare und Chemische Biotechnologie wird von der Akademie gemeinnütziger Wissenschaften zu Erfurt seit 2004 für hervorragende wissenschaftliche Leistungen auf dem Gebiet der molekularen und traditionellen Wirkstoffforschung und Materialforschung ausgelobt.
Benannt ist der Preis nach dem Wissenschaftler Paul J. Scheuer (1915–2003), der 1938 aus Deutschland in die USA emigrieren musste. Scheuer wurde an der Harvard University in Organischer Chemie (PhD) promoviert und 1950 Professor am Department of Chemistry der University of Hawaiʻi at Mānoa, Honolulu. Er war einer der Begründer der modernen marinen molekularen und chemischen Biotechnologie.

## Preisträger
- 2004: Ernesto Fattorusso, Prof. für Naturstoffchemie, Universität Neapel
- 2007:
  - Gerhard Bringmann, Prof. für Organische Chemie, Universität Würzburg[2]
  - Werner E. G. Müller, Prof. für Angewandte Molekularbiologie, Universität Mainz[3]
  - Johannes F. Imhoff, Prof. für Marine Mikrobiologe, Universität Kiel[4]
- 2010: Yuewei Guo, Prof. für Biomolekulare Chemie, Universität Shanghai[1]
- 2013: Robert Matijašić, Prof. für Archäologie, Wirtschaftshistoriker, Ethnologe, Universität Pula[5]
- 2016: Quing Ling Feng, Professorin an der Universität Peking[1]
- 2019: Marco Giovine, Professor an der Università degli Studi di Genova